# Colobomatus embiotocae
Colobomatus embiotocae är en kräftdjursart som beskrevs av Noble, Collard och Wilkes 1969. Colobomatus embiotocae ingår i släktet Colobomatus och familjen Philichthyidae. Inga underarter finns listade i Catalogue of Life.